# Diskografie Charli XCX
Toto je seznam vydané diskografie anglické zpěvačky Charli XCX.

## Alba

### Studiová alba
| Název                                                                                   | Detaily o albu                                                         | Umístění v hitparádách | Umístění v hitparádách | Umístění v hitparádách | Umístění v hitparádách | Umístění v hitparádách | Umístění v hitparádách | Umístění v hitparádách | Umístění v hitparádách | Umístění v hitparádách | Umístění v hitparádách | Prodeje                   | Certifikace                                              |
| Název                                                                                   | Detaily o albu                                                         | UK                     | AUS                    | AUT                    | BEL (FL)               | FRA                    | GER                    | IRE                    | NZ                     | SWI                    | US                     | Prodeje                   | Certifikace                                              |
| --------------------------------------------------------------------------------------- | ---------------------------------------------------------------------- | ---------------------- | ---------------------- | ---------------------- | ---------------------- | ---------------------- | ---------------------- | ---------------------- | ---------------------- | ---------------------- | ---------------------- | ------------------------- | -------------------------------------------------------- |
| True Romance                                                                            | - Vydáno: 12. dubna 2013 - Vydavatelství: Asylum, Atlantic             | 85                     | —                      | —                      | —                      | —                      | —                      | —                      | —                      | —                      | —                      | - UK: 6,302 - US: 12,000  |                                                          |
| Sucker                                                                                  | - Vydáno: 15. prosince 2014 - Vydavatelství: Asylum, Atlantic          | 15                     | 53                     | 44                     | 61                     | 42                     | 57                     | 17                     | —                      | 33                     | 28                     | - UK: 50,804 - US: 28,907 |                                                          |
| Charli                                                                                  | - Vydáno: 13. září 2019 - Vydavatelství: Asylum, Atlantic              | 14                     | 7                      | 73                     | 55                     | 92                     | 91                     | 21                     | 26                     | 54                     | 42                     | - UK: 31,359 - US: 13,200 |                                                          |
| How I'm Feeling Now                                                                     | - Vydáno: 15. května 2020 - Vydavatelství: Asylum, Atlantic            | 33                     | 37                     | —                      | 106                    | —                      | 100                    | 27                     | 40                     | —                      | 111                    | - UK: 15,960              |                                                          |
| Crash                                                                                   | - Vydáno: 18. března 2022 - Vydavatelství: Asylum, Atlantic, Warner UK | 1                      | 1                      | 9                      | 11                     | 53                     | 19                     | 1                      | 2                      | 19                     | 7                      | - UK: 16,117 - US: 19,000 | - BPI: Silver                                            |
| Brat                                                                                    | - Vydáno: 7. června 2024 - Vydavatelství: Atlantic                     | 1                      | 1                      | 7                      | 5                      | 16                     | 5                      | 1                      | 4                      | 7                      | 3                      | - UK: 71,738              | - BPI: Gold - ARIA: Gold - MC: Platinum - RMNZ: Platinum |
| "—" značí, že se nahrávka neumístila v hitparádách nebo v tomto území ani nebyla vydána |                                                                        |                        |                        |                        |                        |                        |                        |                        |                        |                        |                        |                           |                                                          |

### Remixová alba
| Název                                                  | Detaily o albu                                     | Umístění v hitparádách | Umístění v hitparádách | Umístění v hitparádách | Umístění v hitparádách | Umístění v hitparádách | Umístění v hitparádách | Certifikace      |
| Název                                                  | Detaily o albu                                     | DEN                    | FIN                    | LIT                    | NOR                    | NZ                     | SWE                    | Certifikace      |
| ------------------------------------------------------ | -------------------------------------------------- | ---------------------- | ---------------------- | ---------------------- | ---------------------- | ---------------------- | ---------------------- | ---------------- |
| Brat and It's Completely Different but Also Still Brat | - Vydáno: 11. října 2024 - Vydavatelství: Atlantic | 10                     | 28                     | 19                     | 5                      | 1                      | 19                     | - RMNZ: Platinum |

### Koncertní alba
| Název            | Detaily o albu                                              |
| ---------------- | ----------------------------------------------------------- |
| Live from Austin | - Vydáno: 10. července 2020 - Vydavatelství: Warner, Asylum |

### DJ mixová alba
| Název                                                           | Detaily o albu                                              |
| --------------------------------------------------------------- | ----------------------------------------------------------- |
| Boiler Room: Charli XCX, How I'm Feeling Now, May 2020 (DJ Mix) | - Vydáno: 25. září 2020 - Vydavatelství: Warner, Asylum     |
| NYE 2022                                                        | - Vydáno: 23. prosince 2021 - Vydavatelství: Warner, Asylum |

### Kompilační alba
| Název                  | Detaily o albu           |
| ---------------------- | ------------------------ |
| Number 1 Angel / Pop 2 | - Vydáno: 20. dubna 2018 |

### Mixtapy
| Název                                                                                   | Detaily o mixtapu                                   | Umístění v hitparádách | Umístění v hitparádách | Umístění v hitparádách | Umístění v hitparádách | Umístění v hitparádách | Umístění v hitparádách |
| Název                                                                                   | Detaily o mixtapu                                   | AUS                    | CAN                    | GER                    | NZ Heat.               | SCO                    | US                     |
| --------------------------------------------------------------------------------------- | --------------------------------------------------- | ---------------------- | ---------------------- | ---------------------- | ---------------------- | ---------------------- | ---------------------- |
| 14                                                                                      | - Vydáno: 2008                                      | —                      | —                      | —                      | —                      | —                      | —                      |
| Heartbreaks and Earthquakes                                                             | - Vydáno: 12. června 2012                           | —                      | —                      | —                      | —                      | —                      | —                      |
| Super Ultra                                                                             | - Vydáno: 7. listopadu 2012                         | —                      | —                      | —                      | —                      | —                      | —                      |
| Number 1 Angel                                                                          | - Vydáno: 10. března 2017 - Vydavatelství: Asylum   | 74                     | 67                     | —                      | 6                      | —                      | 175                    |
| Pop 2                                                                                   | - Vydáno: 15. prosince 2017 - Vydavatelství: Asylum | —                      | —                      | 78                     | —                      | 6                      | —                      |
| "—" značí, že se nahrávka neumístila v hitparádách nebo v tomto území ani nebyla vydána |                                                     |                        |                        |                        |                        |                        |                        |

### Soundtracky
| Název                                                     | Detaily o albu                                  |
| --------------------------------------------------------- | ----------------------------------------------- |
| Bottoms (Original Motion Picture Score) (s Leo Birenberg) | - Vydáno: 25. srpna 2023 - Vydavatelství: Milan |

## Extended play
| Název                                                                                   | Detaily o EP                                         | Umístění v hitparádě |
| Název                                                                                   | Detaily o EP                                         | US Dance             |
| --------------------------------------------------------------------------------------- | ---------------------------------------------------- | -------------------- |
| iTunes Festival: London 2012                                                            | - Vydáno: 10. září 2012 - Vydavatelství: Warner      | —                    |
| Spotify Sessions                                                                        | - Vydáno: 5. června 2015 - Vydavatelství: Atlantic   | —                    |
| Vroom Vroom                                                                             | - Vydáno: 26. února 2016 - Vydavatelstv: Vroom Vroom | 2                    |
| "—" značí, že se nahrávka neumístila v hitparádách nebo v tomto území ani nebyla vydána |                                                      |                      |

## Singly

### Jako hlavní umělkyně
| Název                                                                                   | Rok  | Umístění v hitparádách | Umístění v hitparádách | Umístění v hitparádách | Umístění v hitparádách | Umístění v hitparádách | Umístění v hitparádách | Umístění v hitparádách | Umístění v hitparádách | Umístění v hitparádách | Umístění v hitparádách | Certifikace | Album                                                  |
| Název                                                                                   | Rok  | UK                     | AUS                    | AUT                    | CAN                    | FRA                    | GER                    | IRE                    | NZ                     | SWI                    | US                     | Certifikace | Album                                                  |
| --------------------------------------------------------------------------------------- | ---- | ---------------------- | ---------------------- | ---------------------- | ---------------------- | ---------------------- | ---------------------- | ---------------------- | ---------------------- | ---------------------- | ---------------------- | --- | ------------------------------------------------------ |
| "!Franchesckaar!"                                                                       | 2008 | —                      | —                      | —                      | —                      | —                      | —                      | —                      | —                      | —                      | —                      | | 14                                                     |
| "Emelline" / "Art Bitch"                                                                | 2008 | —                      | —                      | —                      | —                      | —                      | —                      | —                      | —                      | —                      | —                      | | Singl bez alb                                          |
| "Stay Away"                                                                             | 2011 | —                      | —                      | —                      | —                      | —                      | —                      | —                      | —                      | —                      | —                      | | True Romance                                           |
| "End of the World" (s Alex Metric)                                                      | 2011 | —                      | —                      | —                      | —                      | —                      | —                      | —                      | —                      | —                      | —                      | | Open Your Eyes                                         |
| "Nuclear Seasons"                                                                       | 2011 | —                      | —                      | —                      | —                      | —                      | —                      | —                      | —                      | —                      | —                      | | True Romance                                           |
| "You're the One"                                                                        | 2012 | —                      | —                      | —                      | —                      | —                      | —                      | —                      | —                      | —                      | —                      | | True Romance                                           |
| "You (Ha Ha Ha)"                                                                        | 2013 | —                      | —                      | —                      | —                      | —                      | —                      | —                      | —                      | —                      | —                      | | True Romance                                           |
| "What I Like"                                                                           | 2013 | —                      | —                      | —                      | —                      | —                      | —                      | —                      | —                      | —                      | —                      | | True Romance                                           |
| "SuperLove"                                                                             | 2013 | 62                     | —                      | —                      | —                      | —                      | —                      | —                      | —                      | —                      | —                      | | Singl bez alb                                          |
| "Boom Clap"                                                                             | 2014 | 6                      | 9                      | 26                     | 8                      | 15                     | 36                     | 8                      | 7                      | 33                     | 8                      | - BPI: Platinum - BVMI: Gold - ARIA: 2× Platinum - IFPI AUT: Gold - MC: 3× Platinum - RIAA: 3× Platinum - RMNZ: Gold | Sucker                                                 |
| "Break the Rules"                                                                       | 2014 | 35                     | 10                     | 6                      | 69                     | 13                     | 4                      | 46                     | 31                     | 13                     | 91                     | - ARIA: Platinum - BPI: Silver - BVMI: Gold - MC: Gold - RIAA: Gold                                                  | Sucker                                                 |
| "Doing It" (feat. Rita Ora)                                                             | 2015 | 8                      | 68                     | —                      | —                      | 165                    | —                      | 23                     | —                      | —                      | —                      | - BPI: Silver | Sucker                                                 |
| "Famous"                                                                                | 2015 | 176                    | 75                     | —                      | —                      | —                      | —                      | —                      | —                      | —                      | —                      | | Sucker                                                 |
| "After the Afterparty" (feat. Lil Yachty)                                               | 2016 | 29                     | 30                     | —                      | —                      | —                      | —                      | 44                     | —                      | —                      | —                      | - BPI: Gold - ARIA: Platinum                                                                                         | Singly bez alb                                         |
| "Boys"                                                                                  | 2017 | 31                     | 60                     | —                      | 60                     | 159                    | —                      | 55                     | —                      | —                      | —                      | - BPI: Silver - MC: Gold - RIAA: Gold                                                                                | Singly bez alb                                         |
| "Out of My Head" (feat. Tove Lo a Alma)                                                 | 2017 | —                      | —                      | —                      | —                      | —                      | —                      | —                      | —                      | —                      | —                      | | Pop 2                                                  |
| "5 in the Morning"                                                                      | 2018 | —                      | —                      | —                      | —                      | —                      | —                      | —                      | —                      | —                      | —                      | | Singly bez alb                                         |
| "Focus" / "No Angel"                                                                    | 2018 | —                      | —                      | —                      | —                      | —                      | —                      | —                      | —                      | —                      | —                      | | Singly bez alb                                         |
| "Girls Night Out"                                                                       | 2018 | —                      | —                      | —                      | —                      | —                      | —                      | —                      | —                      | —                      | —                      | | Singly bez alb                                         |
| "1999" (s Troye Sivan)                                                                  | 2018 | 13                     | 18                     | —                      | —                      | —                      | —                      | 28                     | —                      | —                      | —                      | - BPI: Platinum - ARIA: 2× Platinum                                                                                  | Charli                                                 |
| "Blame It on Your Love" (feat. Lizzo)                                                   | 2019 | 70                     | —                      | —                      | —                      | —                      | —                      | 67                     | —                      | —                      | —                      | - MC: Gold | Charli                                                 |
| "Dream Glow" (s BTS)                                                                    | 2019 | 61                     | 77                     | —                      | —                      | —                      | —                      | 63                     | —                      | 89                     | —                      | | BTS World: Original Soundtrack                         |
| "Gone" (s Christine and the Queens)                                                     | 2019 | 58                     | —                      | —                      | —                      | —                      | —                      | 56                     | —                      | —                      | —                      | | Charli                                                 |
| "White Mercedes"                                                                        | 2019 | —                      | —                      | —                      | —                      | —                      | —                      | —                      | —                      | —                      | —                      | | Charli                                                 |
| "Bricks" (s Tommy Genesis)                                                              | 2019 | —                      | —                      | —                      | —                      | —                      | —                      | —                      | —                      | —                      | —                      | | Singl bez alb                                          |
| "Forever"                                                                               | 2020 | —                      | —                      | —                      | —                      | —                      | —                      | —                      | —                      | —                      | —                      | | How I'm Feeling Now                                    |
| "Claws"                                                                                 | 2020 | —                      | —                      | —                      | —                      | —                      | —                      | —                      | —                      | —                      | —                      | | How I'm Feeling Now                                    |
| "I Finally Understand"                                                                  | 2020 | —                      | —                      | —                      | —                      | —                      | —                      | —                      | —                      | —                      | —                      | | How I'm Feeling Now                                    |
| "Spinning" (s No Rome a the 1975)                                                       | 2021 | 94                     | —                      | —                      | —                      | —                      | —                      | 81                     | —                      | —                      | —                      | | Singl bez alb                                          |
| "Xcxoplex" (s A. G. Cook)                                                               | 2021 | —                      | —                      | —                      | —                      | —                      | —                      | —                      | —                      | —                      | —                      | | Apple vs. 7G                                           |
| "Good Ones"                                                                             | 2021 | 44                     | 94                     | —                      | —                      | —                      | —                      | 32                     | —                      | —                      | —                      | - BPI: Silver - MC: Gold                                                                                             | Crash                                                  |
| "New Shapes" (feat. Christine and the Queens a Caroline Polachek)                       | 2021 | —                      | —                      | —                      | —                      | —                      | —                      | 90                     | —                      | —                      | —                      | | Crash                                                  |
| "Beg for You" (feat. Rina Sawayama)                                                     | 2022 | 24                     | —                      | —                      | —                      | —                      | —                      | 33                     | —                      | —                      | —                      | - BPI: Silver - MC: Gold                                                                                             | Crash                                                  |
| "Baby"                                                                                  | 2022 | —                      | —                      | —                      | —                      | —                      | —                      | —                      | —                      | —                      | —                      | | Crash                                                  |
| "Used to Know Me"                                                                       | 2022 | 70                     | —                      | —                      | —                      | —                      | —                      | 57                     | —                      | —                      | —                      | | Crash                                                  |
| "Hot in It" (s Tiësto)                                                                  | 2022 | 24                     | —                      | —                      | 81                     | —                      | 76                     | 27                     | —                      | —                      | —                      | - BPI: Silver - MC: Gold                                                                                             | Drive                                                  |
| "Hot Girl"                                                                              | 2022 | —                      | —                      | —                      | —                      | —                      | —                      | —                      | —                      | —                      | —                      | | Bodies Bodies Bodies                                   |
| "Speed Drive"                                                                           | 2023 | 9                      | 22                     | 47                     | 44                     | —                      | 82                     | 7                      | 22                     | 89                     | 73                     | - BPI: Gold - MC: Gold                                                                                               | Barbie the Album                                       |
| "In the City" (se Sam Smith)                                                            | 2023 | 41                     | —                      | —                      | —                      | —                      | —                      | 47                     | —                      | —                      | —                      | | Singl bez alb                                          |
| "Von Dutch"                                                                             | 2024 | 26                     | 77                     | —                      | —                      | —                      | —                      | 34                     | —                      | —                      | —                      | - BPI: Silver - ARIA: Gold - MC: Gold                                                                                | Brat                                                   |
| "360"                                                                                   | 2024 | 11                     | 24                     | —                      | 42                     | —                      | —                      | 11                     | 33                     | —                      | 41                     | - BPI: Gold - ARIA: Platinum - MC: Platinum                                                                          | Brat                                                   |
| "Guess" (feat. Billie Eilish)                                                           | 2024 | 1                      | 1                      | 3                      | 9                      | 53                     | 14                     | 1                      | 1                      | 5                      | 12                     | - BPI: Gold - ARIA: Platinum - RMNZ: Gold                                                                            | Brat and It's Completely Different But Also Still Brat |
| "Apple"                                                                                 | 2024 | 8                      | 18                     | 74                     | 37                     | —                      | —                      | 9                      | 22                     | 93                     | 51                     | - BPI: Silver - ARIA: Gold - MC: Platinum                                                                            | Brat                                                   |
| "Talk Talk" (feat. Troye Sivan)                                                         | 2024 | 24                     | 42                     | —                      | 66                     | —                      | —                      | 30                     | —                      | —                      | 74                     | | Brat and It's Completely Different but Also Still Brat |
| "—" značí, že se nahrávka neumístila v hitparádách nebo v tomto území ani nebyla vydána |      |                        |                        |                        |                        |                        |                        |                        |                        |                        |                        | |                                                        |

### Jako vedlejší umělkyně
| Název                                                                                   | Rok  | Umístění v hitparádách | Umístění v hitparádách | Umístění v hitparádách | Umístění v hitparádách | Umístění v hitparádách | Umístění v hitparádách | Umístění v hitparádách | Umístění v hitparádách | Umístění v hitparádách | Umístění v hitparádách | Certifikace | Album                            |
| Název                                                                                   | Rok  | UK                     | AUS                    | CAN                    | FRA                    | GER                    | IRE                    | NZ                     | SWE                    | SWI                    | US                     | Certifikace | Album                            |
| --------------------------------------------------------------------------------------- | ---- | ---------------------- | ---------------------- | ---------------------- | ---------------------- | ---------------------- | ---------------------- | ---------------------- | ---------------------- | ---------------------- | ---------------------- | --- | -------------------------------- |
| "Lost in Space" (Starkey feat. Charli XCX)                                              | 2011 | —                      | —                      | —                      | —                      | —                      | —                      | —                      | —                      | —                      | —                      | | Space Traitor Vol. 2             |
| "I Love It" (Icona Pop feat. Charli XCX)                                                | 2012 | 1                      | 3                      | 9                      | 18                     | 3                      | 8                      | 9                      | 2                      | 10                     | 7                      | - BPI: 2× Platinum - ARIA: 7× Platinum - BVMI: 3× Gold - GLF: Platinum - IFPI SWI: Platinum - MC: 3× Platinum - RIAA: 5× Platinum - RMNZ: Gold | Icona Pop a This Is... Icona Pop |
| "Illusions Of" (J£zus Million feat. Charli XCX)                                         | 2013 | —                      | —                      | —                      | —                      | —                      | —                      | —                      | —                      | —                      | —                      | | Double Denim Vol. 1              |
| "Fancy" (Iggy Azalea feat. Charli XCX)                                                  | 2014 | 5                      | 5                      | 1                      | 21                     | 51                     | 12                     | 1                      | 23                     | 52                     | 1                      | - BPI: Platinum - ARIA: 4× Platinum - BVMI: Gold - GLF: Platinum - MC: 3× Platinum - RIAA: 9× Platinum - RMNZ: Platinum                        | The New Classic                  |
| "Drop That Kitty" (Ty Dolla Sign feat. Charli XCX a Tinashe)                            | 2015 | —                      | —                      | —                      | 187                    | —                      | —                      | —                      | —                      | —                      | —                      | | Singl bez alb                    |
| "Hand in the Fire" (Mr. Oizo feat. Charli XCX)                                          | 2015 | —                      | —                      | —                      | 124                    | —                      | —                      | —                      | —                      | —                      | —                      | | All Wet                          |
| "Crazy Crazy" (Yasutaka Nakata feat. Charli XCX a Kyary Pamyu Pamyu)                    | 2017 | —                      | —                      | —                      | —                      | —                      | —                      | —                      | —                      | —                      | —                      | | Digital Native                   |
| "1 Night" (Mura Masa feat. Charli XCX)                                                  | 2017 | —                      | —                      | —                      | —                      | —                      | —                      | —                      | —                      | —                      | —                      | | Mura Masa                        |
| "Love Gang" (Whethan feat. Charli XCX)                                                  | 2017 | —                      | —                      | —                      | —                      | —                      | —                      | —                      | —                      | —                      | —                      | | Singl bez alb                    |
| "Dirty Sexy Money" (David Guetta a Afrojack feat. Charli XCX a French Montana)          | 2017 | 35                     | 18                     | 90                     | 22                     | 46                     | 41                     | 26                     | 82                     | 52                     | —                      | - BPI: Silver - ARIA: Platinum - RMNZ: Gold - SNEP: Gold                                                                                       | 7                                |
| "Girls" (Rita Ora feat. Cardi B, Bebe Rexha a Charli XCX)                               | 2018 | 22                     | 52                     | 72                     | 138                    | 69                     | 26                     | —                      | 66                     | 54                     | —                      | - BPI: Gold - ARIA: Gold | Phoenix                          |
| "Bitches" (Tove Lo feat. Charli XCX, Icona Pop, Elliphant a Alma)                       | 2018 | —                      | —                      | —                      | —                      | —                      | —                      | —                      | —                      | —                      | —                      | | Blue Lips                        |
| "Spicy" (Herve Pagez a Diplo feat. Charli XCX)                                          | 2019 | —                      | —                      | —                      | 87                     | —                      | —                      | —                      | —                      | —                      | —                      | | Singl bez alb                    |
| "XXXTC" (Brooke Candy feat. Charli XCX a Maliibu Miitch)                                | 2019 | —                      | —                      | —                      | —                      | —                      | —                      | —                      | —                      | —                      | —                      | | Sexorcism                        |
| "Flash Pose" (Pabllo Vittar feat. Charli XCX)                                           | 2019 | —                      | —                      | —                      | —                      | —                      | —                      | —                      | —                      | —                      | —                      | | 111                              |
| "Ringtone" (Remix) (100 gecs feat. Charli XCX, Rico Nasty a Kero Kero Bonito)           | 2020 | —                      | —                      | —                      | —                      | —                      | —                      | —                      | —                      | —                      | —                      | | 1000 Gecs and the Tree of Clues  |
| "Drama" (Remix) (Bladee a Mechatok feat. Charli XCX)                                    | 2021 | —                      | —                      | —                      | —                      | —                      | —                      | —                      | —                      | —                      | —                      | | Good Luck (Deluxe Edition)       |
| "Out Out" (Joel Corry a Jax Jones feat. Charli XCX a Saweetie)                          | 2021 | 6                      | 31                     | 69                     | 109                    | 20                     | 2                      | —                      | 88                     | 32                     | —                      | - BPI: Platinum - ARIA: Gold - BVMI: Gold - MC: Platinum - RIAA: Gold - SNEP: Gold                                                             | Another Friday Night             |
| "—" značí, že se nahrávka neumístila v hitparádách nebo v tomto území ani nebyla vydána |      |                        |                        |                        |                        |                        |                        |                        |                        |                        |                        | |                                  |

### Promo singly
| "London Queen"                                                                          | 2014 | —  | —  | —  | —  | —  | —  | —  | —  |             | Sucker                                                 |
| "Gold Coins"                                                                            | 2014 | —  | —  | —  | —  | —  | —  | —  | —  |             | Sucker                                                 |
| "Breaking Up"                                                                           | 2014 | —  | —  | —  | —  | —  | —  | —  | —  |             | Sucker                                                 |
| "Vroom Vroom"                                                                           | 2015 | —  | —  | —  | —  | —  | —  | —  | —  | Vroom Vroom |                                                        |
| "Trophy"                                                                                | 2016 | —  | —  | —  | —  | —  | —  | —  | —  | Vroom Vroom |                                                        |
| "Unlock It" (feat. Kim Petras a Jay Park)                                               | 2017 | —  | —  | —  | —  | —  | —  | —  | —  |             | Pop 2                                                  |
| "I Got It" (feat. Brooke Candy, Cupcakke, a Pabllo Vittar)                              | 2017 | —  | —  | —  | —  | —  | —  | —  | —  |             | Pop 2                                                  |
| "Cross You Out" (feat. Sky Ferreira)                                                    | 2019 | —  | 36 | —  | —  | —  | —  | —  | —  |             | Charli                                                 |
| "Warm" (feat. Haim)                                                                     | 2019 | —  | —  | —  | —  | —  |    |    |    |             | Charli                                                 |
| "February 2017" (feat. Clairo a Yaeji)                                                  | 2019 | —  | 40 | —  | —  | —  | —  | —  | —  |             | Charli                                                 |
| "2099" (feat. Troye Sivan)                                                              | 2019 | —  | —  | —  | —  | —  | —  | —  | —  |             | Charli                                                 |
| "Click (No Boys Remix)" (feat. Kim Petras a Slayyyter)                                  | 2019 | —  | —  | —  | —  | —  | —  | —  | —  |             | Charli                                                 |
| "We Are Born to Play" (Galantis feat. Charli XCX)                                       | 2020 | —  | —  | —  | —  | —  | —  | —  | —  |             | Super Nintendo World                                   |
| "Enemy"                                                                                 | 2020 | —  | 31 | —  | —  | —  | —  | —  | —  |             | How I'm Feeling Now                                    |
| "Every Rule"                                                                            | 2022 | —  | —  | —  | —  | —  | —  | —  | —  |             | Crash                                                  |
| "2 Die 4" (Addison Rae feat. Charli XCX)                                                | 2023 | —  | —  | 67 | —  | —  | —  | —  | —  |             | AR                                                     |
| "Club Classics"                                                                         | 2024 | —  | —  | —  | —  | 97 | —  | 11 | 9  |             | Brat                                                   |
| "B2B"                                                                                   | 2024 | —  | —  | —  | —  | —  | —  | 19 | —  |             | Brat                                                   |
| "360" (remix feat. Robyn a Young Lean)                                                  | 2024 | —  | —  | —  | —  | —  | —  | —  | —  |             | Brat and It's Completely Different but Also Still Brat |
| "Girl, So Confusing" (remix feat. Lorde)                                                | 2024 | 50 | 57 | —  | 24 | —  | 63 | 3  | 59 | - MC: Gold  | Brat and It's Completely Different but Also Still Brat |
| "—" značí, že se nahrávka neumístila v hitparádách nebo v tomto území ani nebyla vydána |      |    |    |    |    |    |    |    |    |             |                                                        |

## Další umístěné nebo certifikované písně
| Název                                                                                   | Rok  | Umístění v hitparádách | Umístění v hitparádách | Umístění v hitparádách | Umístění v hitparádách | Umístění v hitparádách | Umístění v hitparádách | Umístění v hitparádách | Umístění v hitparádách | Umístění v hitparádách | Umístění v hitparádách | Certifikace    | Album                                                           |
| Název                                                                                   | Rok  | UK                     | AUS                    | CAN                    | IRE                    | NLD                    | NZ                     | SWE                    | US                     | US Dance               | WW                     | Certifikace    | Album                                                           |
| --------------------------------------------------------------------------------------- | ---- | ---------------------- | ---------------------- | ---------------------- | ---------------------- | ---------------------- | ---------------------- | ---------------------- | ---------------------- | ---------------------- | ---------------------- | -------------- | --------------------------------------------------------------- |
| "3AM (Pull Up)" (feat. MØ)                                                              | 2017 | —                      | —                      | —                      | —                      | —                      | —                      | —                      | —                      | —                      | —                      |                | Number 1 Angel                                                  |
| "911" (A. G. Cook Remix) (Lady Gaga feat. Charli XCX)                                   | 2021 | —                      | —                      | —                      | —                      | —                      | —                      | —                      | —                      | 14                     | —                      |                | Dawn of Chromatica                                              |
| "Crash"                                                                                 | 2022 | —                      | —                      | —                      | —                      | —                      | —                      | —                      | —                      | —                      | —                      |                | Crash                                                           |
| "Constant Repeat"                                                                       | 2022 | —                      | —                      | —                      | —                      | —                      | —                      | —                      | —                      | —                      | —                      |                | Crash                                                           |
| "Yuck"                                                                                  | 2022 | —                      | —                      | —                      | —                      | —                      | —                      | —                      | —                      | —                      | —                      |                | Crash                                                           |
| "Sympathy Is a Knife"                                                                   | 2024 | 56                     | 21                     | —                      | —                      | —                      | 18                     | —                      | —                      | 10                     | —                      |                | Brat                                                            |
| "I Might Say Something Stupid"                                                          | 2024 | —                      | —                      | —                      | —                      | —                      | —                      | —                      | —                      | 18                     | —                      |                | Brat                                                            |
| "Talk Talk"                                                                             | 2024 | 47                     | 42                     | —                      | 62                     | —                      | —                      | —                      | —                      | 5                      | —                      |                | Brat                                                            |
| "Everything Is Romantic"                                                                | 2024 | —                      | —                      | —                      | —                      | —                      | —                      | —                      | —                      | 14                     | —                      |                | Brat                                                            |
| "Rewind"                                                                                | 2024 | —                      | —                      | —                      | —                      | —                      | —                      | —                      | —                      | 20                     | —                      |                | Brat                                                            |
| "So I"                                                                                  | 2024 | —                      | —                      | —                      | —                      | —                      | —                      | —                      | —                      | 26                     | —                      |                | Brat                                                            |
| "Girl, So Confusing" (sólo nebo s Lorde)                                                | 2024 | 28                     | 50                     | 57                     | 26                     | —                      | 24                     | —                      | 63                     | 3                      | 59                     | - MC: Gold     | Brat                                                            |
| "Mean Girls"                                                                            | 2024 | —                      | —                      | —                      | —                      | —                      | —                      | —                      | —                      | 21                     | —                      |                | Brat                                                            |
| "I Think About It All the Time"                                                         | 2024 | —                      | —                      | —                      | —                      | —                      | —                      | —                      | —                      | 30                     | —                      |                | Brat                                                            |
| "365"                                                                                   | 2024 | 63                     | 91                     | —                      | 30                     | —                      | —                      | —                      | —                      | 8                      | 131                    | - MC: Gold     | Brat                                                            |
| "Guess"                                                                                 | 2024 | —                      | —                      | —                      | —                      | —                      | —                      | —                      | —                      | 16                     | —                      | - MC: Platinum | Brat and It's the Same but There's Three More Songs So It's Not |
| "Spring Breakers"                                                                       | 2024 | —                      | —                      | —                      | —                      | —                      | —                      | —                      | —                      | 30                     | —                      |                | Brat and It's the Same but There's Three More Songs So It's Not |
| "Club Classics" (feat. BB Trickz)                                                       | 2024 | —                      | —                      | —                      | —                      | —                      | —                      | —                      | —                      | 8                      | —                      |                | Brat and It's Completely Different but Also Still Brat          |
| "Sympathy Is a Knife" (feat. Ariana Grande)                                             | 2024 | 7                      | —                      | 37                     | 7                      | 95                     | —                      | 61                     | 36                     | 2                      | 20                     |                | Brat and It's Completely Different but Also Still Brat          |
| "I Might Say Something Stupid" (feat. the 1975 a Jon Hopkins)                           | 2024 | —                      | —                      | —                      | —                      | —                      | —                      | —                      | —                      | 13                     | —                      |                | Brat and It's Completely Different but Also Still Brat          |
| "Everything Is Romantic" (feat. Caroline Polachek)                                      | 2024 | —                      | —                      | —                      | —                      | —                      | —                      | —                      | —                      | 10                     | —                      |                | Brat and It's Completely Different but Also Still Brat          |
| "Rewind" (feat. Bladee)                                                                 | 2024 | —                      | —                      | —                      | —                      | —                      | —                      | —                      | —                      | 16                     | —                      |                | Brat and It's Completely Different but Also Still Brat          |
| "So I" (feat. A. G. Cook)                                                               | 2024 | —                      | —                      | —                      | —                      | —                      | —                      | —                      | —                      | 19                     | —                      |                | Brat and It's Completely Different but Also Still Brat          |
| "B2B" (feat. Tinashe)                                                                   | 2024 | —                      | —                      | —                      | —                      | —                      | —                      | —                      | —                      | 14                     | —                      |                | Brat and It's Completely Different but Also Still Brat          |
| "Mean Girls" (feat. Julian Casablancas)                                                 | 2024 | —                      | —                      | —                      | —                      | —                      | —                      | —                      | —                      | 17                     | —                      |                | Brat and It's Completely Different but Also Still Brat          |
| "I Think About It All the Time" (feat. Bon Iver)                                        | 2024 | —                      | —                      | —                      | —                      | —                      | —                      | —                      | —                      | 18                     | —                      |                | Brat and It's Completely Different but Also Still Brat          |
| "365" (feat. Shygirl)                                                                   | 2024 | —                      | —                      | 83                     | —                      | —                      | —                      | —                      | —                      | 6                      | —                      |                | Brat and It's Completely Different but Also Still Brat          |
| "Spring Breakers" (feat. Kesha)                                                         | 2024 | —                      | —                      | —                      | —                      | —                      | —                      | —                      | —                      | 20                     | —                      |                | Brat and It's Completely Different but Also Still Brat          |
| "—" značí, že se nahrávka neumístila v hitparádách nebo v tomto území ani nebyla vydána |      |                        |                        |                        |                        |                        |                        |                        |                        |                        |                        |                |                                                                 |

## Spolu umělkyně
| Název                                                     | Rok  | Další umělec              | Album                             |
| --------------------------------------------------------- | ---- | ------------------------- | --------------------------------- |
| "Your Eyes"                                               | 2010 | Ocelot                    | No Requests                       |
| "Smile"                                                   | 2013 | Benga                     | Chapter II                        |
| "Float On"                                                | 2013 | Danny Brown               | Old                               |
| "Just Desserts"                                           | 2013 | Marina and the Diamonds   | žádné                             |
| "Kingdom"                                                 | 2014 | Simon Le Bon              | Hunger Games: Síla vzdoru 1. část |
| "Diamonds"                                                | 2015 | Giorgio Moroder           | Déjà Vu                           |
| "Rollercoaster"                                           | 2015 | Bleachers                 | Terrible Thrills Vol. 2           |
| "Oz vs. Eden"                                             | 2015 | Lawrence Rothman          | žádné                             |
| "Banshee"                                                 | 2016 | Santigold                 | 99¢                               |
| "For U"                                                   | 2016 | Miike Snow                | iii                               |
| "Explode"                                                 | 2016 | žádné                     | Angry Birds ve filmu              |
| "Deadstream" (Rostam Version)                             | 2017 | Jim-E Stack, Rostam       | It's Jim-ee                       |
| "I'm a Dream"                                             | 2017 | BC Unidos                 | Bicycle                           |
| "Moonlight"                                               | 2018 | Lil Xan                   | Total Xanarchy                    |
| "100 Bad" (Charli XCX remix)                              | 2018 | Tommy Genesis             | Tommy Genesis                     |
| "If It's Over"                                            | 2018 | MØ                        | Forever Neverland                 |
| "Playboy Style"                                           | 2018 | Clean Bandit, Bhad Bhabie | What Is Love?                     |
| "Let U Down"                                              | 2019 | Lil Peep                  | Tangerine                         |
| "Miss U"                                                  | 2019 | žádné                     | Proč? 13x proto (3. řada)         |
| "Charger" (Charli XCX rework)                             | 2021 | Elio                      | Elio and Friends: The Remixes     |
| "Xcxoplex" (Dream Mix)                                    | 2021 | A. G. Cook                | Dream Logic                       |
| "911" (Charli XCX a A. G. Cook remix)                     | 2021 | Lady Gaga                 | Dawn of Chromatica                |
| "Welcome to My Island" (George Daniel a Charli XCX remix) | 2023 | Caroline Polachek         | žádné                             |
| "2 Die 4"                                                 | 2023 | Addison Rae               | AR                                |
| "Heavy"                                                   | 2023 | Thy Slaughter             | Soft Rock                         |
| "Bullets"                                                 | 2023 | Thy Slaughter             | Soft Rock                         |
| "Britpop"                                                 | 2024 | A. G. Cook                | Britpop                           |
| "Television"                                              | 2024 | A. G. Cook                | Britpop                           |
| "Lucifer"                                                 | 2024 | A. G. Cook, Addison Rae   | Britpop                           |

## Videoklipy

### Jako hlavní umělkyně
| Název                                                            | Rok  | Režisér                                          |
| ---------------------------------------------------------------- | ---- | ------------------------------------------------ |
| "Nuclear Seasons"                                                | 2011 | Ryan Andrews                                     |
| "You're the One"                                                 | 2012 | Dawn Shadforth                                   |
| "You're the One" (remix) (feat. The Internet, Mike G)            | 2012 | Ryan Andrews, Claire Boyd                        |
| "So Far Away"                                                    | 2012 | Ryan Andrews                                     |
| "Cloud Aura" (feat. Brooke Candy)                                | 2012 | Ryan Andrews                                     |
| "You (Ha Ha Ha)"                                                 | 2013 | Ryan Andrews                                     |
| "What I Like"                                                    | 2013 | Ryan Andrews                                     |
| "Take My Hand"                                                   | 2013 | Ryan Andrews                                     |
| "SuperLove"                                                      | 2013 | Ryan Andrews                                     |
| "Boom Clap"                                                      | 2014 | Sing J. Lee                                      |
| "Break the Rules"                                                | 2014 | Marc Klasfeld                                    |
| "Breaking Up"                                                    | 2014 | BRTHR                                            |
| "Doing It" (feat. Rita Ora)                                      | 2015 | Adam Powell                                      |
| "Famous"                                                         | 2015 | Eric Wareheim                                    |
| "Vroom Vroom"                                                    | 2016 | Bradley & Pablo                                  |
| "After the Afterparty" (feat. Lil Yatchy)                        | 2016 | Diane Martel                                     |
| "Boys"                                                           | 2017 | Charli XCX, Sarah McColgan                       |
| "5 in the Morning"                                               | 2018 | Bradley & Pablo                                  |
| "1999" (feat. Troye Sivan)                                       | 2018 | Charli XCX, Ryan Staake                          |
| "Blame It On Your Love" (feat. Lizzo)                            | 2019 | Bradley & Pablo                                  |
| "Gone" (feat. Christine and the Queens)                          | 2019 | Colin Solal Cardo                                |
| "2099" (feat. Troye Sivan)                                       | 2019 | Bradley & Pablo                                  |
| "White Mercedes"                                                 | 2019 | Colin Solal Cardo                                |
| "Forever"                                                        | 2020 | Dan Streit                                       |
| "Claws"                                                          | 2020 | Charlotte Rutherford                             |
| "Spinning"                                                       | 2021 | Karlos Velásquez                                 |
| "Good Ones"                                                      | 2021 | Hannah Lux Davis                                 |
| "New Shapes" (feat. Christine and the Queens, Caroline Polachek) | 2021 | Imogene Strauss, Luke Orlando, Terrence O'Connor |
| "Beg for You" (feat. Rina Sawayama)                              | 2022 | Nick Harwood                                     |
| "Baby"                                                           | 2022 | Imogene Strauss, Luke Orlando                    |
| "Every Rule"                                                     | 2022 | Imogene Strauss, Luke Orlando                    |
| "Used to Know Me"                                                | 2022 | Alex Lill                                        |
| "Hot In It" (s Tiësto)                                           | 2022 | Hannah Lux Davis                                 |
| "Speed Drive"                                                    | 2023 | Ramez Silyan                                     |
| "Von Dutch"                                                      | 2024 | Torso                                            |
| "360"                                                            | 2024 | Aidan Zamiri                                     |
| "Guess" (feat. Billie Eilish)                                    | 2024 | Aidan Zamiri                                     |